# Джессі Манн
Джессі Манн (20 січня 1805 — 21 квітня 1867) — імовірно, перша шотландська жінка-фотографка і одна з перших жінок, які займалися фотографією. Асистувала в студії шотландських фотографів Девіда Октавіуса Гілла та Роберта Адамсона.

## Життєпис
Джессі Манн народилася 20 січня 1805 року в Перті, Шотландія, в родині маляра. Виростала з чотирма сестрами та братом. Коли батько помер у 1839 році, переїхала до Единбурга з двома неодруженими сестрами, Елізабет та Маргарет, до брата Александра, адвоката.
Манн працювала у студії Hill & Adamson, першій фотостудії Шотландії в «Rock House», на Калтон Гілл, Единбург, принаймні три роки, поки вона не закрилася після смерті Адамсона в 1848 році. Пізніше працювала економкою в Масселбурзі.
Манн повернулася в Единбург і померла там від інсульту 21 квітня 1867 року. Похована на кладовищі Роузбенк.

## Фотоспадщина
Стверджується, що знімок короля Саксонії зроблений в 1844 році, що зберігається у Шотландській національній портретній галереї, був зроблений Джессі Манн, оскільки Гілл та Адамсон на той час були недоступні. Як відомо, знімок був зроблений помічницею Гілла та Адамсона. Куратор Тейт Керол Джейкобі вважає, що це демонструє, що «вона була частиною їхнього вмілого підходу до фотографування, тож вона справжня першопрохідниця». У листі живописця Джеймса Найсміта до Гілла, написаному в 1845 р., Манн описують як «найбільш вправну та ревну помічницю».
Манн була включена у виставку 2016 року в Тейт Британія «Живопис світлом: мистецтво та фотографія від прерафаелітів до сучасності».